# Quakenbrück
Quakenbrück (dolnoniem. Quokenbrügge) – miasto w Niemczech w Kraju związkowym Dolna Saksonia, w powiecie Osnabrück, siedziba gminy zbiorowej Artland.
W mieście jest stacja kolejowa Quakenbrück.

## Współpraca
Miejscowości partnerskie:
- Alençon, Francja
- Conway, USA
- Dobre Miasto, Polska
- Wesenberg, Meklemburgia-Pomorze Przednie